# Карл Людвіг Кох
Карл Людвіг Кох (нім. Carl Ludwig Koch; 21 вересня 1778 , Кузель  — 23 серпня 1857 , Нюрнберг, Середня Франконія ) — німецький ентомолог і арахнолог.

## Життєпис
Карл Людвіг Кох першим описав південноамериканських павуків-птахоїдів і багато видів середньоєвропейських аранеоморфних павуків. Його син Людвіг Карл Крістіан Кох (1825—1908) також був арахнологом і вивчав павуків у Європі і по всьому світу (описані ним види доповнюються покажчиком «L. Koch»).
У 1813—1826 роках Карл Людвіг Кох працював спочатку головним лісничим у Бургленгенфельді, а пізніше лісничим у Регенсбурзі. Там він написав книгу «System der baierischen Zoologie», в якій описав ссавців, птахів, комах, павуків і кліщів.

## Праці
- Die Pflanzenläuse, Aphiden. Lotzbeck, Nürnberg 1857.
- Übersicht des Arachnidensystems. Zeh, Nürnberg 1837-50.
- Deutschlands Crustaceen, Myriapoden und Arachniden. Pustet, Regensburg 1835-44.
- Die Arachniden. Band 3-16. Fortsetzung des Werks Carl von Wilhelm Hahn. Zeh, Nürnberg 1831-45 und J. L. Lotzbeck, Nürnberg 1848
- System der baierischen Zoologie. Nürnberg, München 1816.
- Die Myriapoden. Verlag von H. W. Schmidt, Halle 1863